# Izaak (cesarz Etiopii)
Izaak (gyyz. ይሥሓቅ, imię tronowe Gabra Masqal II ገብረ መስቀል co znaczy Sługa krzyża) – cesarz Etiopii w latach 1414–1429, drugi syn cesarza Dawida I z dynastii salomońskiej (założonej przez Jykuno Amlaka w 1270.) 

## Historia
W wyniku buntu Felaszy prowadził przeciwko nim kampanię, wkraczając do zamieszkiwanej przez nich woredi Wegera. Pokonanie buntowników w Kossoge doprowadziło do zakończenia rewolty. Nie spowodowało to jednak trwałej pacyfikacji tej ludności. Prowadził również działania wojskowe przeciw Szankilom. Pokonał powracającego z emigracji z Arabii Saad-ad Dina II, sułtana Ifat, co jednak nie zakończyło wojen władców etiopskich z muzułmańskimi sąsiadami. 
Cesarz wysłał list do Alfonsa V Aragońskiego z propozycją sojuszu przeciw muzułmanom, wzmocnionego układami małżeńskimi. List dotarł do Hiszpanii w 1428 r., ale odpowiedź nań otrzymał dopiero następca Izaaka, Zera Jaykob – król wspominał tylko o możliwości przysłania rzemieślników, jeśli cesarz zapewniłby im bezpieczną drogę. Sam cesarz zginął w jednej z kolejnych bitew z muzułmanami. Na jego panowanie datuje się rosnące rozczłonkowanie kościoła etiopskiego.